# Huia masonii
Huia masonii е вид земноводно от семейство Водни жаби (Ranidae). Видът е световно застрашен, със статут Уязвим.

## Разпространение
Разпространен е в Индонезия (Ява).